# Municipio de Strabane
El municipio de Strabane (en inglés, Strabane Township) es un municipio del condado de Grand Forks, Dakota del Norte, Estados Unidos. Tiene una población estimada, a mediados de 2024, de 88 habitantes.
Abarca una zona exclusivamente rural.

## Geografía
Está ubicado en las coordenadas 48°8′39″N 97°34′6″O / 48.14417, -97.56833. Según la Oficina del Censo, tiene una superficie total de 92.10 km², de los cuales 92.07 km² corresponden a tierra firme y 0.03 km² están cubiertos de agua.

## Demografía
Según el censo de 2020, en ese momento había 90 personas residiendo en la zona. La densidad de población era de 0.98 hab./km². El 94.44 % de los habitantes eran blancos, el 1.11 % era amerindio, el 1.11 % era asiático y el 3.33% eran de una mezcla de razas. Del total de la población, el 2.22 % eran hispanos o latinos de cualquier raza.